# Пригорхоз
Пригорхоз (каз. Пригорхоз) — село в Енбекшильдерском районе Акмолинской области Казахстана. Входит в состав Степнякской городской администрации. Код КАТО — 114520600.

## География
Село расположено в западной части района, на расстоянии примерно 4 километров (по прямой) к юго-западу от административного центра района и администрации — города Степняк.
Абсолютная высота — 367 метров над уровнем моря.
Ближайшие населённые пункты: город Степняк — на северо-востоке, село Сауле — на юге.

## Население
В 1989 году население села составляло 323 человека (из них казахи — 45 %, русские — 34 %).
В 1999 году население села составляло 261 человек (133 мужчины и 128 женщин). По данным переписи 2009 года, в селе проживало 145 человек (75 мужчин и 70 женщин).
| Численность населения | Численность населения | Численность населения |
| 1989                  | 1999                  | 2009                  |
| --------------------- | --------------------- | --------------------- |
| 323                   | ↘261                  | ↘145                  |

## Улицы[5]
- ул. Кзылтуйская
- ул. Луговая
- ул. Пушкина